# Флауэрс, Рут
Рут Флауэрс, известна под псевдонимом DJ Ruth Flowers или Mamy Rock (англ. Ruth Flowers; 29 марта 1931, Бристоль — 27 мая 2014) — британский диджей. Продюсер Орельен Симон. Играла в стиле хаус. Свой первый сингл Still Rocking Рут Флауэрс выпустила в июле 2010 года. Играла совместно с DJ Tiesto и DJ Guetta. До увлечения электронной музыкой пела в церковном хоре, занималась фотографией, участвовала в организации фотопроектов. Принимала участие в Лондонском марафоне.